# Aeroportul Internațional Don Mueang
Aeroportul Internațional Don Mueang (IATA: DMK, ICAO: VTBD) este un aeroport din Sanam Bin⁠(d), Don Mueang⁠(d), Bangkok, Thailanda ce deservește zona Bangkok. Aeroportul a fost tranzitat în 2024 de 30.490.635 de pasageri. A fost deschis în 27 martie 1914.
Situat la o altitudine de 3 m, aeroportul dispune de 2 piste. Este operat de Airports of Thailand⁠(d).

## Infrastructură

### Piste
Aeroportul dispune de 2 piste. Pista 03L/21R are suprafața de asfalt și dimensiunile 3.700 m × 197 picioare. Pista 03R/21L are suprafața de asfalt și dimensiunile 3.500 m × 148 picioare. 